# Turgon
I J.R.R. Tolkiens berättelser om Midgård var Turgon “den Vise” en alvkonung av Noldor, Fingolfins andra son och broder med Fingon, Aredhel och Argon och herre över den gömda staden Gondolin. Hans namn är en sindarinform av hans namn på quenya, Turukáno, som ungefär betyder ”tapper herre”.  
Trots att Turgon var emot att noldor lämnade Aman kom han att färdas tillbaka med dem. Efter att Fëanor och hans söner tagit de enda skeppen dit kom han att ta sitt folk tillsammans med hans fader Fingolfin över det farliga Helcaraxë. Under denna resa förlorade han sin hustru Elenwë och när han kom till Midgård bosatte han sig i Vinyamar i Nevrast. Där kom han att bli herre över både noldor och sindar.
När han färdades tillsammans med sin kusin Finrod Felagund längs med Sirion skickade Ulmo en dröm till dem båda att leta efter ett gömt ställe som skulle skydda dem mot Morgoth. Finrod kom då att grunda Nargothrond medan Turgon ledde sitt folk till de inhägnade bergen och grundade Gondolin. Detta gjorde de i hemlighet och när många alver helt plötsligt försvann från Nevrast började deras vänner att leta efter Turgons ”gömda konungadöme”. 
Turgon och hans folk kom att vara isolerade i Gondolin under många år. Hans enda barn, dottern Idril, som gifte sig med Tuor efter att denne fått vägen till Gondolin genom en dröm av Ulmo. Tuors anländande hade länge varit förutspått av Ulmo som hade bett Turgon att förvara en rustning till den framtida budbäraren, som visade sig vara Tuor. Tuors varningar kom att förbises av Turgon som fortfarande litade på att hans stad var gömd. 
Turgon kom att delta i Nírnaeth Arnoediad med sin armé och trots att de förlorade slaget hindrade han fienden för att totalt krossa noldor och dess allierade. Turgon dog då han försvarade Gondolin när staden vart anfallen av Morgoth efter att hans systerson Maeglin förrått honom.